# Robert Milkins
Robert Milkins (* 6. März 1976 in Bristol) ist ein englischer Snookerspieler.

## Karriere
Milkins, der in Gloucester lebt, wurde 1995 Profi. Erstmals unter den Top 64 der Snookerweltrangliste stand er am Ende der Saison 2000/01. Zu seinen größten Erfolgen bis dahin zählten Vorstöße ins Achtelfinale beim Malta Grand Prix, bei den British Open und dem Grand Prix 2000.
2002 qualifizierte er sich erstmals für die Snooker-WM in Sheffield. Er gewann auch sein Auftaktspiel gegen Fergal O’Brien mit 10:8, verlor dann jedoch im Achtelfinale mit 2:13 ziemlich deutlich gegen Ronnie O’Sullivan. Auch in den folgenden drei Jahren qualifizierte er sich für die Snooker-WM, schied jedoch jeweils in der ersten Runde aus. In der Saison 2003/04 war Platz 21 seine zunächst höchste Weltranglistenposition.
Seine beste Leistung bei einem Weltranglistenturnier präsentierte er beim Irish Masters 2005, als er erst im Halbfinale gegen Matthew Stevens ausschied. Beim Grand Prix 2006 in Aberdeen war er neben Ronnie O’Sullivan der einzige Spieler, der alle fünf Gruppenspiele gewann. Im Achtelfinale verlor er gegen den späteren Finalisten Jamie Cope. Bei der Qualifikation für die Snookerweltmeisterschaft 2006 gelang ihm ein Maximum Break.
Bei den Bahrain Championship 2008 schaffte er es ins Viertelfinale. 2009 gewann er das dritte Event der Pro Challenge Series, für das es jedoch keine Weltranglistenpunkte gab. Er schaffte es ins Finale des Einladungsturniers Snooker Shoot-Out 2011, bei dem jedes Match nur aus einem Frame besteht; er unterlag Nigel Bond mit 24:58. In der zweiten Hälfte der 2000er Jahre lenkten ihn jedoch persönliche Probleme vom Snooker ab, so dass er in der Rangliste nur noch um Platz 70 rangierte. Nachdem er Alkohol- und Spielsucht in den Griff bekommen hatte, stieg er wieder in frühere Regionen auf.
Milkins' Höhepunkte in der Saison 2011/12 waren das Shanghai Masters 2011, wo er das Achtelfinale erreichte, und die Haikou World Open 2012, wo er es ins Halbfinale schaffte und dort gegen Stephen Lee verlor, nachdem er im Turnierverlauf zuvor unter anderem John Higgins und Stephen Maguire bezwungen hatte. Bei der Qualifikation für die Snookerweltmeisterschaft 2012 gelang ihm sein zweites Maximum Break. Damit gelang ihm als 15. Spieler mehr als ein Maximum Break bei Profiturnieren.
Im November 2014 erreichte er bei den Ruhr Open sein erstes Finale eines Turniers, bei dem Weltranglistenpunkte vergeben wurden. Er unterlag jedoch seinem Landsmann Shaun Murphy mit 0:4.
Am 26. März 2022 gewann er erstmals ein Weltranglistenturnier. Er besiegte Kyren Wilson bei den Gibraltar Open mit 4:2.
Beim German Masters 2023 gelang ihm am 3. Februar 2023 im zweiten Frame gegen Chris Wakelin das dritte Maximum Break seiner Karriere und in der Folge der 5:2-Sieg des Spiels. Im anschließenden Halbfinale unterlag er nur knapp 5:6 gegen Ali Carter – dem späteren Sieger des Turniers – im Decider. Bei den Welsh Open 2023 gewann er gegen Shaun Murphy mit 9:7 und gewann neben dem Preisgeld in Höhe von 80.000 £ die Prämie von 150.000 £ für den besten Spieler der BetVictor Series. Zudem ist er für die Champion of Champions 2023 qualifiziert und, da er in die Top 16 aufgestiegen war für die Players Championship 2023. Außerdem wurde er ein gesetzter Spieler für die Weltmeisterschaft 2023 und musste nicht durch die Qualifikation.

## Erfolge

### Einladungsturniere
- Pro Challenge Series – Event 3 – 2009

### Weltranglistenturniere
- Gibraltar Open – 2022
- Welsh Open – 2023